# Matteo Cellini
Matteo Cellini (Urbino, 1978) è uno scrittore italiano.

## Biografia
Nato ad Urbino, vive ad Urbania dove svolge l'attività di docente di lettere in una scuola media.
Nel 2010 esordisce con il racconto Cate - io che, distribuito gratuitamente in sette metropolitane, ottiene il Premio Subway-Letteratura.
In seguito Cellini trae dal suo racconto il romanzo omonimo che vince il Premio Campiello 2013 nella sezione Opera Prima e giunge finalista al Premio Strega.
Nel 2016 ha pubblicato il secondo romanzo La primavera di Gordon Copperny jr.
Nel 2018 è uscita la sua terza fatica letteraria, la favola I segreti delle nuvole.

## Opere

### Racconti
- Cate - io, Subway letteratura, 2010

### Romanzi
- Cate, io, Roma, Fazi, 2013 ISBN 978-88-6411-544-3.
- La primavera di Gordon Copperny jr., Milano, Bompiani, 2016 ISBN 978-88-452-8113-6.
- I segreti delle nuvole, Torino, Bollati Boringhieri, 2018 ISBN 978-88-339-2989-7.